# Митоя
Митоя (яп. 三刀屋町 Митоя-тё) — посёлок в Японии, находящийся в уезде Иси префектуры Симане. Площадь - 82,68 км². В 2004 году, вместе с городами Дайто, Камо и Кисуки (все из района Охара), городом Какея и деревней Ёсида( оба - район Иси), образовал город Уннан

## Население
По данным переписи 2003 года, в Митое проживало 8442 человека, а плотность населения составляла 102,1 чел./км²